# Spar- und Leihkasse Wynigen
Die Spar- und Leihkasse Wynigen AG ist eine im ehemaligen Amtsbezirk Burgdorf verankerte, 1929 gegründete Schweizer Regionalbank. Neben ihrem Hauptsitz in Wynigen verfügt die Bank über Geschäftsstellen in Ersigen, Heimiswil und Ochlenberg.
Ihr Tätigkeitsgebiet liegt im Retail Banking, im Hypothekargeschäft und im Bankgeschäft mit kleinen und mittleren Unternehmen. Die Spar- und Leihkasse Wynigen beschäftigt teilzeitbereinigt 9 Mitarbeiter und hatte per Ende 2009 eine Bilanzsumme von 195,4 Millionen Schweizer Franken.
Das Bankinstitut wurde 1929 als Aktiengesellschaft gegründet. 1977 eröffnete die Bank in der Poststelle Alchenstorf eine erste Einnehmerei, der Mitte der 1990er Jahre drei weitere in der Region folgten. Der Standort in Alchenstorf wurde 2002 mit der Schliessung der dortigen Poststelle aufgehoben.